# Base N
La Base N - Isla Anvers (en inglés: Station N — Anvers Island) fue una estación de investigación del Reino Unido ubicada en la isla Amsler de Puerto Arthur, junto a la isla Anvers del archipiélago Palmer en la Antártida. Es esta base se realizaron investigaciones sobre geología. 

## Historia
La base fue inaugurada el 27 de febrero de 1955 por el Falkland Islands Dependencies Survey y desocupada el 10 de enero de 1958 cuando las investigaciones planeadas fueron completadas. El edificio principal fue cedido a Estados Unidos el 2 de julio de 1963 y convertido en laboratorio biológico en enero de 1965, cuando se abrió la Base Palmer a una milla de la Base N. 
En 1968 una nueva Base Palmer fue construida en otro sitio, y el laboratorio biológico quedó abandonado. En 1969 la Base N fue reabierta por el British Antarctic Survey (BAS) como soporte de las operaciones aéreas en la pista de aterrizaje para aviones con esquíes. Cuando el BAS estaba realizando tareas de renovación, la base fue destruida por el fuego el 28 de diciembre de 1971. Debido al deterioro de la pista, en 1973 las operaciones aéreas fueron transferidas a la Base T en la isla Adelaida, siendo la pista usada ocasionalmente hasta el 15 de noviembre de 1993.
Cuando el personal de la Base Palmer removió las antiguas instalaciones de esa base (Old Palmer) retiró también los escombros de la Base N en 1990-1991, permaneciendo solo los cimientos de hormigón.
El rápido retroceso del hielo debido al calentamiento global, reveló en 2004 que el área en donde se hallaba la Base N y la Base Palmer original es una isla separada de la isla Anvers. En 2007 el United States Board on Geographic Names la denominó isla Amsler.